# Riodeva
Pour les articles homonymes, voir Deva.
Riodeva est une commune d’Espagne, dans la province de Teruel, communauté autonome d'Aragon comarque de Teruel.

## Étymologie
Riodeva tire son nom de la rivière Riodeva qui la traverse. En espagnol, río signifie « rivière », et Deva est le nom réel de la rivière. Le nom de la rivière a donc subi la contraction de Río et de Deva. En espagnol, on cite cette rivière en disant « el río Riodeva ». Il est à noter qu'il existe dans le Nord de l'Espagne cinq autres rivières et six communes du nom de Deva, en Galice, dans les Asturies et au Pays basque.

## Démographie
En 2022, elle comptait 136 habitants sur une superficie de 34,34 km².